# MEGOBARI Act
Lire en ligne

www.congress.gov/bill/119th-congress/house-bill/36/text

Le MEGOBARI Act (pour Mobilizing and Enhancing Georgia's Options for Building Accountability, Resilience, and Independence Act) est un projet de loi fédérale américaine. D'origine bipartisane, il vise à faire respecter la démocratie, les droits humains et l'État de droit en Géorgie, contrer l'influence étrangère dans le pays (en particulier de la Russie) et soutenir les aspirations euro-atlantiques de la population géorgienne. 
D'abord présenté au printemps 2024, le texte est réintroduit au début de l'année 2025, notamment par Joe Wilson, dans un contexte de crise politique et d'importantes manifestations post-électorales en Géorgie. Le projet de loi est voté par la Chambre des représentants des États-Unis le 5 mai 2025.

## Origine
Le projet de loi est conçu en mai 2024 en réponse à l'adoption par le Parlement de Géorgie, contrôlé par le parti Rêve géorgien, d'une loi sur les agents étrangers. Surnommée « loi russe » par l'opposition, elle est calquée sur la législation russe du même nom. Le projet de loi initiale appelle à un réexamen critique des relations entre les États-Unis et la Géorgie, le soutien aux aspirations pro-européennes et euro-atlantiques de la population géorgienne et la mise en place de mesures restrictives contre les personnalités géorgiennes (en particulier des membres du Rêve géorgien) impliquées dans des actions antidémocratiques. 
Le nom du projet de loi, « MEGOBARI » (en géorgien : მეგობარი), signifie « ami » en géorgien. Il témoigne de la volonté d'établir un partenariat renforcé entre les États-Unis et le peuple géorgien. Pour Joe Wilson, l'un des principaux soutiens du texte, il reflète l'engagement américaine à soutenir les aspirations euro-atlantiques de la Géorgie et assurer la responsabilité du gouvernement géorgien devant les citoyens et son adhésion aux principes démocratiques.

## Parcours législatif
Le projet de loi est introduit une première fois au Congrès des États-Unis en mai 2024, mais il n'arrive pas jusqu'à la phase de vote. Le 3 janvier 2025, un groupe de représentants issus des deux principaux partis, composé de Joe Wilson (Républicain de Caroline du Sud), Steve Cohen (Démocrate du Tennessee), Richard Hudson (Républicain de Caroline du Nord) et Marc Veasey (Démocrate du Texas), réintroduit la loi au Congrès, après plusieurs dizaines de jours de manifestations de la population géorgienne et une intensification de la répression par le gouvernement du Rêve géorgien.
Le 5 mai 2025, le MEGOBARI Act est adopté par la Chambre des représentants par 349 voix pour, 42 contre et 42 abstentions. Il est voté à la fois par de nombreux représentants démocrates et républicains. Il doit encore être adopté par le Sénat puis signé par le président des États-Unis.

## Dispositions
Le texte empêche la reconnaissance par les États-Unis du Parlement et du gouvernement issus des élections législatives d'octobre 2024, considérées comme truquées. Il reconnaît également Salomé Zourabichvili comme la présidente légitime de la Géorgie. Il comporte un appel à de nouvelle élections libres et équitables sous contrôle international. Après « la restauration de la démocratie et de la souveraineté en Géorgie », il prévoir un renforcement des relations entre les États-Unis et la Géorgie.
Le projet de loi prévoit des sanctions, notamment contre Bidzina Ivanichvili, ses proches, les membres importants du Rêve géorgien et les personnes responsables de la répression. Plus généralement, les sanctions viseraient les personnes « s'étant livrés à la corruption ou ayant porté atteinte à la souveraineté de la Géorgie ».
Le MEGOBARI Act s'inquiète également de la proximité existant entre le pouvoir en place en Géorgie et le régime de Vladimir Poutine en Russie, le Parti communiste chinois, ainsi que l'Iran. Il réclame la production d'un « rapport complet sur les moyens de renseignement de la Russie et du PCC en Géorgie et sur la coopération entre la Russie et le PCC pour saper la démocratie et la souveraineté géorgiennes ».